# Bailador (toro)

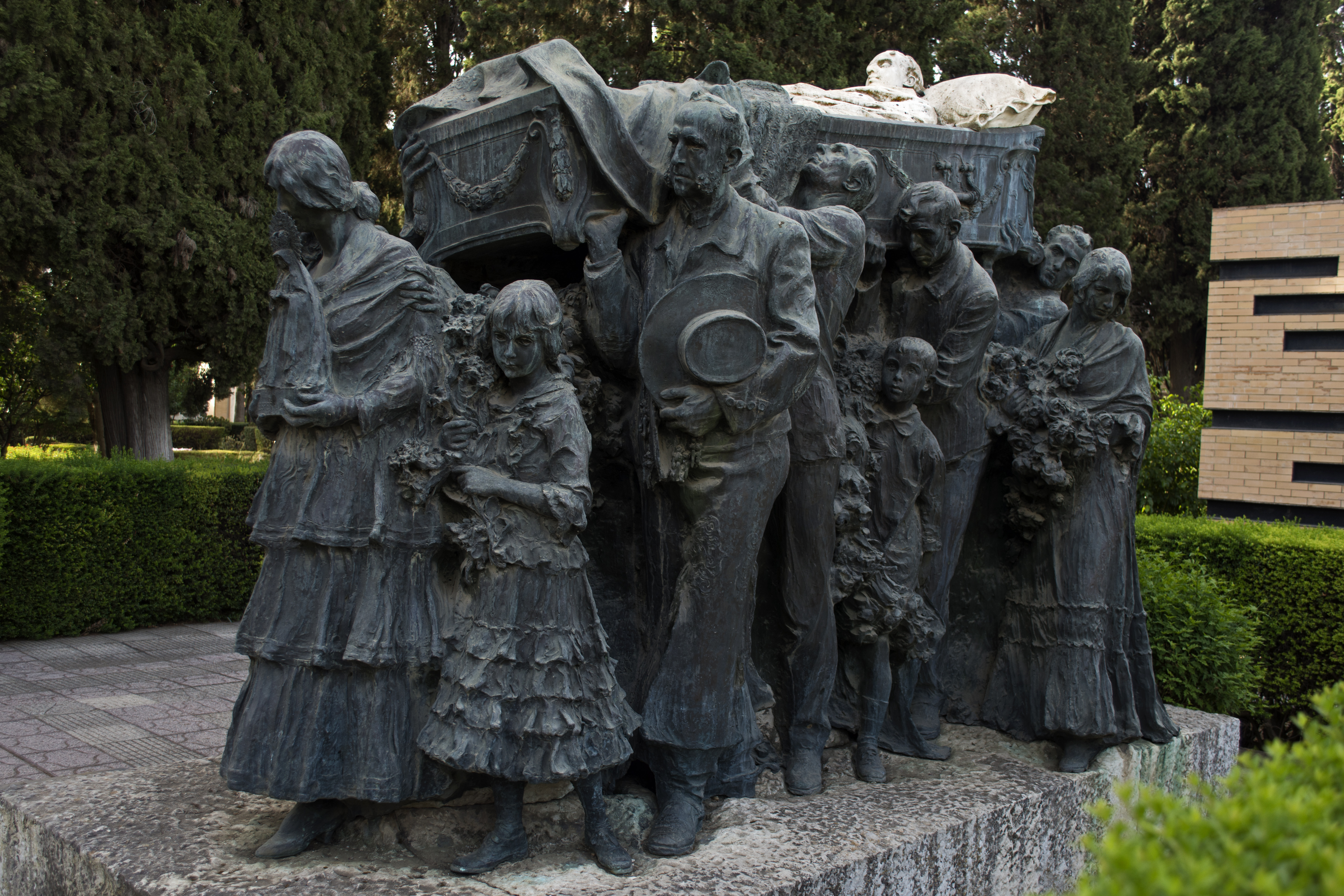
Monumento funerario de Joselito el Gallo, en el Cementerio de San Fernando de Sevilla

Bailador (o Bailaor) es el nombre del toro de la ganadería de la Viuda de Ortega que provocó la mortal cogida al diestro Joselito "El Gallo" el 16 de mayo de 1920 en Talavera de la Reina (Toledo), truncando así la carrera profesional del conocido popularmente como "el rey de los toreros".
El astado que era, hijo del toro Canastillo, del duque de Veragua; y de la vaca Bailaora, del marqués de Santa Coloma, era de pelaje negro, estaba herrado con el número siete en los costillares y pesó 260 kg Un toro de cinco años, que nació en 1915, terciado de tamaño y corto de pitones y que, por su comportamiento en la plaza pareció ser burriciego.

## La tarde de Talavera
La tragedia sucedió el 16 de mayo de 1920 en la plaza de toros de Talavera de la Reina, en una corrida organizada por unos amigos del menor de los Gallo. Joselito, que pidió ser incorporado a última hora en el cartel (había roto un contrato en Madrid, ya que le habían pitado el día antes), toreaba en un mano a mano con su cuñado Ignacio Sánchez Mejías. Bailador, el quinto de la tarde, era pequeño y bronco, según lo describió el eminente crítico Gregorio Corrochano. Se dice que Bailador era también burriciego (con visión defectuosa, veía de lejos pero no de cerca), que se arrancó de improviso, o que quizá perdió de vista a los caballos. Se cuenta que Joselito se descuidó un momento mientras arreglaba muleta, Bailador no siguió el engaño, enganchó al torero y lo lanzó al aire, clavándole el asta en el vientre:
"El toro Bailador, número 7, de la viuda de Ortega, lidiado en quinto lugar, al prepararse José para un pase, le cogió, volteó y derribó, infiriéndole en el suelo tan grave cornada en el vientre, que a los pocos minutos el más famoso y grande de los toreros había dejado de existir". 
En lo más alto del escalafón con solo 25 años, niño prodigio del toreo, la muerte de Joselito causó un impacto enorme en la opinión pública española. Circularon muchas leyendas acerca de cómo se produjo la cogida (que José fue al quite de su cuñado Sánchez Mejías y resbaló en la arena mojada o que fue como la del Manuel García Cuesta "El Espartero"), pero la versión más fiable es la de Corrochano, que estaba presente en la plaza y que asistió a la agonía del torero en la enfermería.
Los funerales de Joselito fueron multitudinarios. Se cerraba de forma abrupta la que se considera aún hoy como la época más gloriosa del toreo. Por eso se recuerda todavía hoy al toro Bailador, y todavía hoy se conmemora ese día entre los aficionados, guardándose un minuto de silencio en algunas plazas.

## Bailaoren la cultura popular
La muerte de Joselito el Gallo ha tenido una gran fortuna crítica en las artes, como demuestran las publicaciones realizadas sobre este tema. La literatura, la pintura, la escultura y  la música se pusieron al servicio de este acontecimiento para conmemorar la fatal cornada del torero sevillano. Algunas de estos trabajos recogen, precisamente, lo ocurrido en la Plaza de toros de Talavera de la Reina y cuanto se vivió el día de la efeméride.

El cordobés Antonio Sánchez, El Niño del Genil, en 1924 le dedicaba una malagueña a Joselito el Gallo que decía:
Le dijo a su apoderado,
antes de morir Gallito:
"Si mi tumba cría yerba
que se la coma el ganado
de la Viuda de Ortega".
Entre las obras más recientes que hacen homenaje a la muerte de Joselito la realizó el cantaor gaditano David Palomar que en sus Alegrías del albero (2015) decía:
"Dijo Joselito el Gallo
a su hermano Rafael,
a este quinto yo no lo mato
que me da muy mal presagio.
El 16 de mayo del año 20
el genio de la fiesta tuvo su muerte.
En Talavera de la Reina, en Talavera,
esa maldita de primavera". 